# Кишин
Киши́н (укр. Кишин) — село на Украине, находится в Олевском районе Житомирской области.
Код КОАТУУ — 1824484001. Население по переписи 2001 года составляет 1784 человека. Почтовый индекс — 11040. Телефонный код — 4135. Занимает площадь 5,92 км².
В селе родился Герой Советского Союза Иосиф Павленко.

## Адрес местного совета
11040, Житомирская область, Олевский р-н, с.Кишин, ул.Ленина, 55